# Ichneumon brunneicauda
Ichneumon brunneicauda là một loài tò vò trong họ Ichneumonidae.